# Onychothecus corniclypeus
Onychothecus corniclypeus är en skalbaggsart som beskrevs av Zhang 1980. Onychothecus corniclypeus ingår i släktet Onychothecus och familjen bladhorningar. Inga underarter finns listade i Catalogue of Life.